# Кроаси на Сени
Кроаси на Сени (фр. Croissy-sur-Seine) насеље је и општина у Француској у региону Париски регион, у департману Ивлен која припада префектури Сен Жермен ан Ле.
По подацима из 2011. године у општини је живело 10.060 становника, а густина насељености је износила 2924,42 становника/km². Општина се простире на површини од 3,44 km². Налази се на средњој надморској висини од 26 метара (максималној 34 m, а минималној 19 m).

## Демографија
| 1962. | 1968. | 1975. | 1982. | 1990. | 1999. | 2011.  |
| ----- | ----- | ----- | ----- | ----- | ----- | ------ |
| 5.873 | 6.035 | 6 845 | 7 090 | 9.098 | 9.835 | 10.060 |

График промене броја становника у току последњих година